# Heterosquilloides insignis
Heterosquilloides insignis är en kräftdjursart som först beskrevs av Kemp 1911.  Heterosquilloides insignis ingår i släktet Heterosquilloides och familjen Tetrasquillidae. Inga underarter finns listade i Catalogue of Life.